# Chrysomya pachymera
Chrysomya pachymera är en tvåvingeart som först beskrevs av Seguy 1926.  Chrysomya pachymera ingår i släktet Chrysomya och familjen spyflugor.
Artens utbredningsområde är Madagaskar. Inga underarter finns listade i Catalogue of Life.